# Falkenbrücke

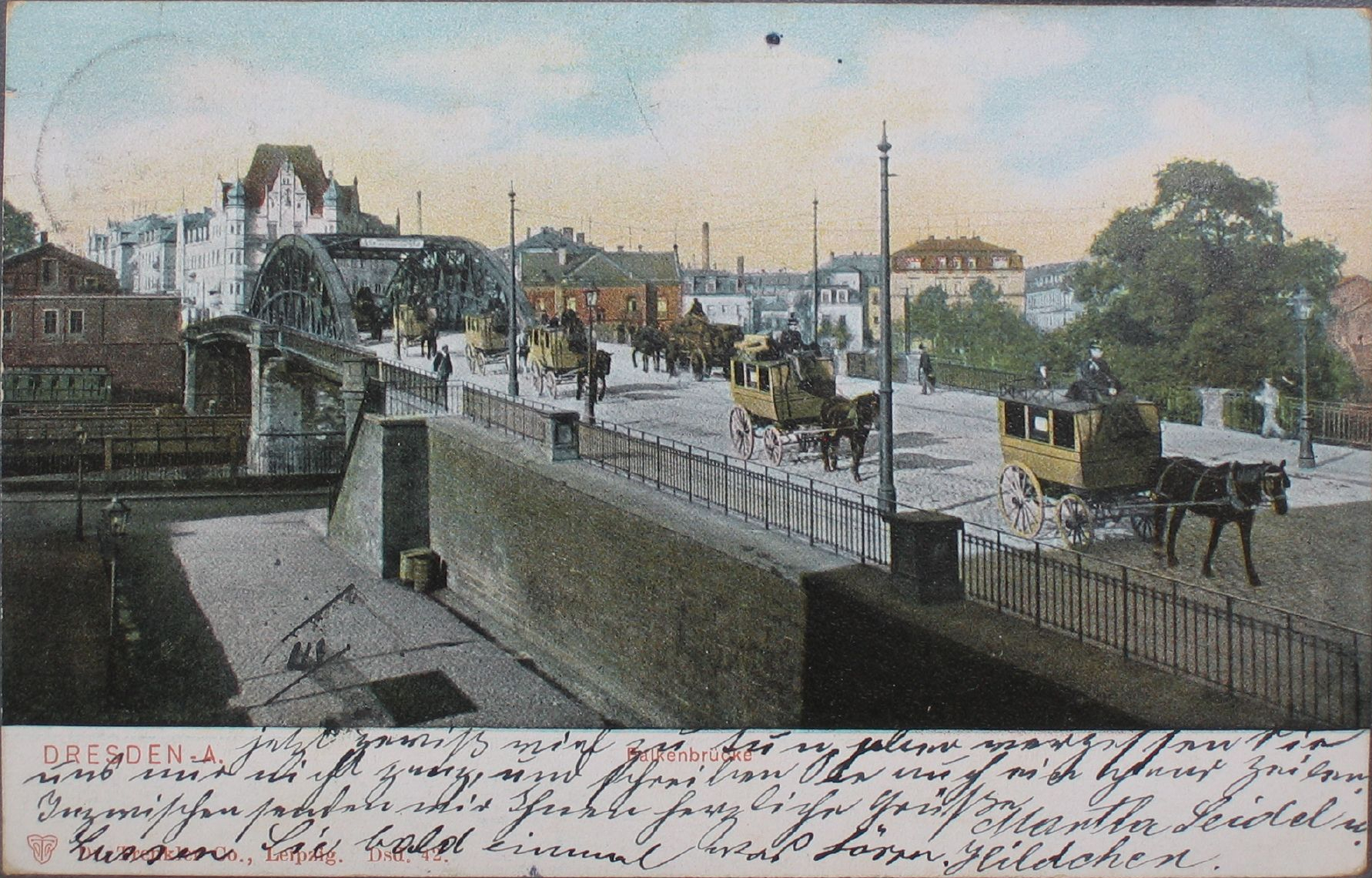
Falkenbrücke (Blickrichtung Plauen) auf einer Ansichtskarte von 1905

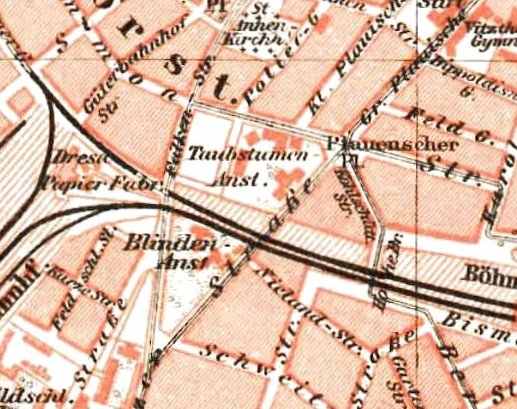
Falken-, Chemnitzer und Hohe Brücke auf Meyers Karte Dresdens von 1895

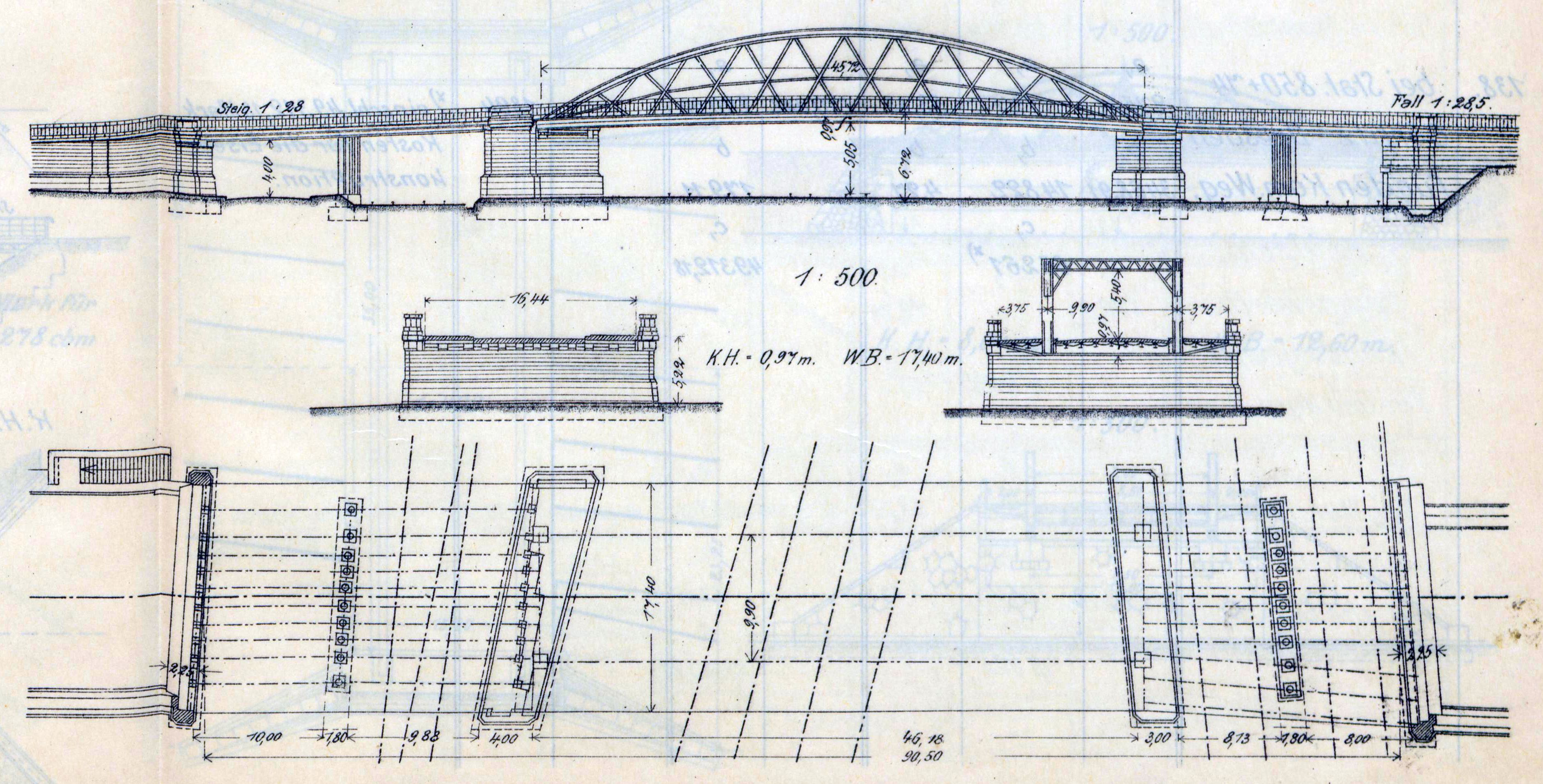
Zeichnung der Falkenbrücke 1911

Die Falkenbrücke war eine Straßenbrücke über die Bahnstrecke Děčín–Dresden-Neustadt in Dresden an der Grenze zwischen der See- und Wilsdruffer Vorstadt. Sie wurde 1965 zugunsten der Brücke Budapester Straße abgerissen.

## Geschichte
Die Falkenbrücke war Teil der alten Wegverbindung vom Sternplatz über die Falkenstraße und die heutige Zwickauer Straße nach Plauen. Zunächst querte die Straße die Bahnanlagen ebenerdig. Im Jahr 1876 begann dann der Bau einer Überführung als steinerne Bogenbrücke. Bereits zuvor gab es östlich zwei weitere Brücken. Die „Chemnitzer Brücke“ führte die damalige Chemnitzer Straße zum Plauenschen Platz und über die Große Plauensche Straße weiter zum Dippoldiswalder Platz (etwaiger heutiger Straßenzug Budapester Straße samt Brücke). Etwa auf Höhe der Einmündung der Hohen in die heutige Bayrische Straße gab es noch die „Hohe Brücke“, die ebenfalls zum Plauenschen Platz führte.
Mit Fertigstellung des Bauwerks wurde die Verbindung von der Chemnitzer Straße zum südlichen Widerlager ausgebaut, diese erhielt 1887 den Namen „An der Falkenbrücke“. An der Einmündung der nun „Zwickauer Straße“ genannten Falkenstraße entstand ein Eckbau mit der Adresse „An der Falkenbrücke 2a“, der unter anderem Künstleratelier war.
Seit 1880 führten Gleise der Dresdner Straßenbahn als Teil der Strecke vom Postplatz nach Plauen (F.-C.-Weiskopf-Platz) über die Falkenbrücke. Die Strecke wurde am 6. August 1880 eröffnet und ersetzte die zur Betriebsstrecke zurückgestufte Verbindung vom Böhmischen Bahnhof über den Plauenschen Platz und die Chemnitzer Brücke. Die Brücke trug seit 1887 offiziell den Namen „Falkenbrücke“. Beim Umbau des Böhmischen Bahnhofs zum Dresdner Hauptbahnhof und der damit einhergehenden Umgestaltung der davor befindlichen Gleisanlagen wurde die Bogenbrücke 1895 durch eine Stahlbogenkonstruktion ersetzt.
Nachdem die Falkenbrücke die Luftangriffe auf Dresden im Februar 1945 mit Beschädigungen überstanden hatte, stand sie in den 1960er Jahren zwei Baumaßnahmen im Weg: zum einen wurde ab 1965 die Brücke Budapester Straße errichtet, die den anstelle der Chemnitzer Straße entstandenen großzügigen Verkehrsweg Budapester Straße aufnehmen sollte, zum anderen wurde die Bahnstrecke elektrifiziert, sodass die lichte Höhe der Falkenbrücke zum Anbringen der Fahrleitung nicht mehr ausreichte.
Im Frühsommer 1965 wurde die Falkenbrücke zunächst für Kraftfahrzeuge und einige Tage später auch für Fußgänger gesperrt und anschließend abgetragen. Die Brücke Budapester Straße wurde als Ersatz aber erst 1967 eröffnet. Der Straßenname „An der Falkenbrücke“ wurde danach aufgegeben. Der Weg ist heute die Zufahrt zu zwei Studentenwohnhochhäusern, der damalige Verlauf aus geeigneter Perspektive noch zu erahnen.
Die Rampe von der Kreuzung mit der Feldschlößchenstraße/Zwickauer Straße zum südlichen Widerlager und Teile des Widerlagers sind erhalten geblieben. Der nördliche Brückenanschluss ist aufgrund der umfassenden Umgestaltung dieses Gebiets nach dem Krieg nicht mehr vorhanden. Den Verlauf der Falkenbrücke markiert eine erhaltene Überführung für Versorgungsleitungen über die Bahnstrecke.

heutige Situation
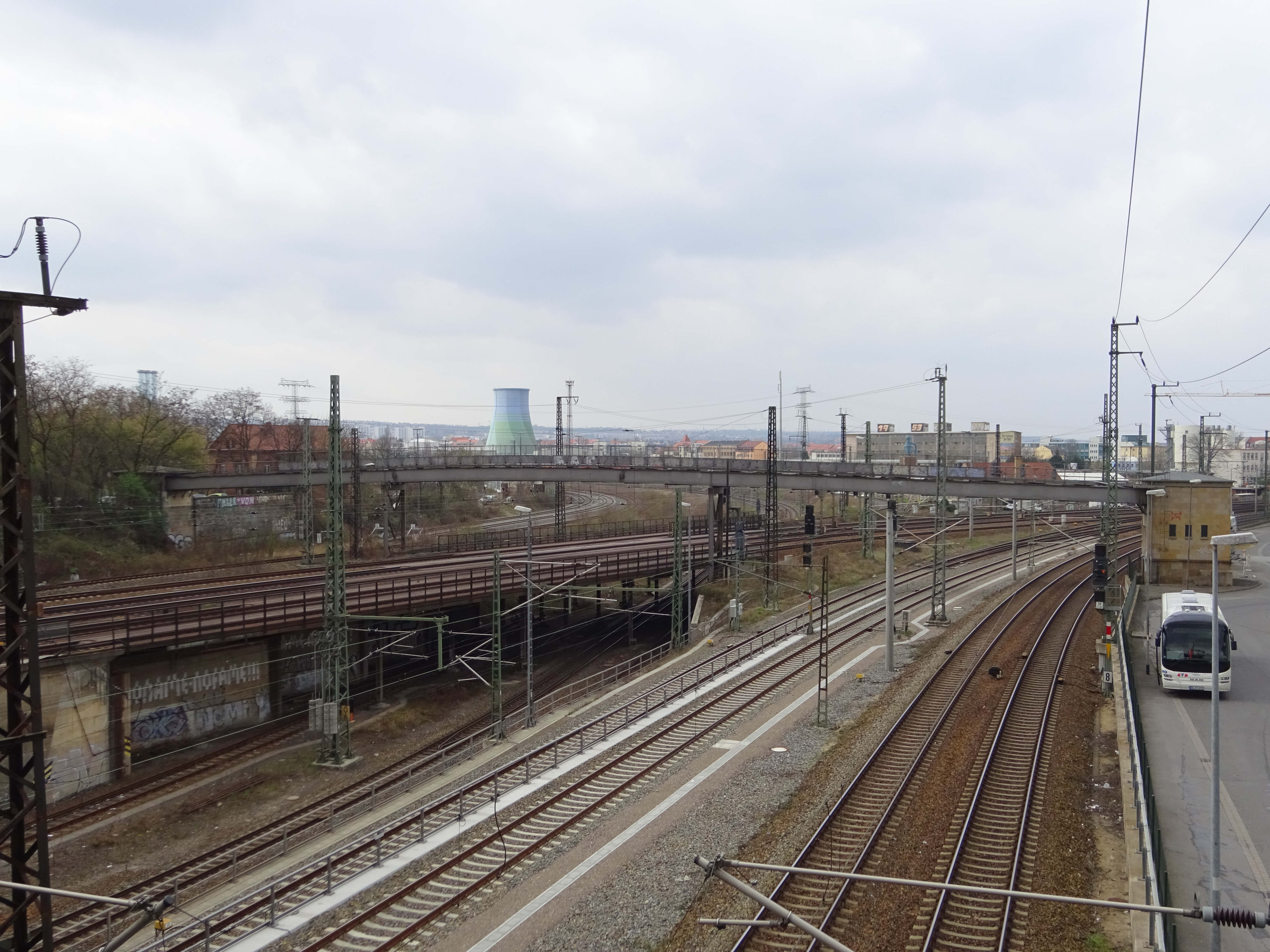
Eine noch vorhandene Brücke für Leitungen zeigt die frühere Lage der Falkenbrücke
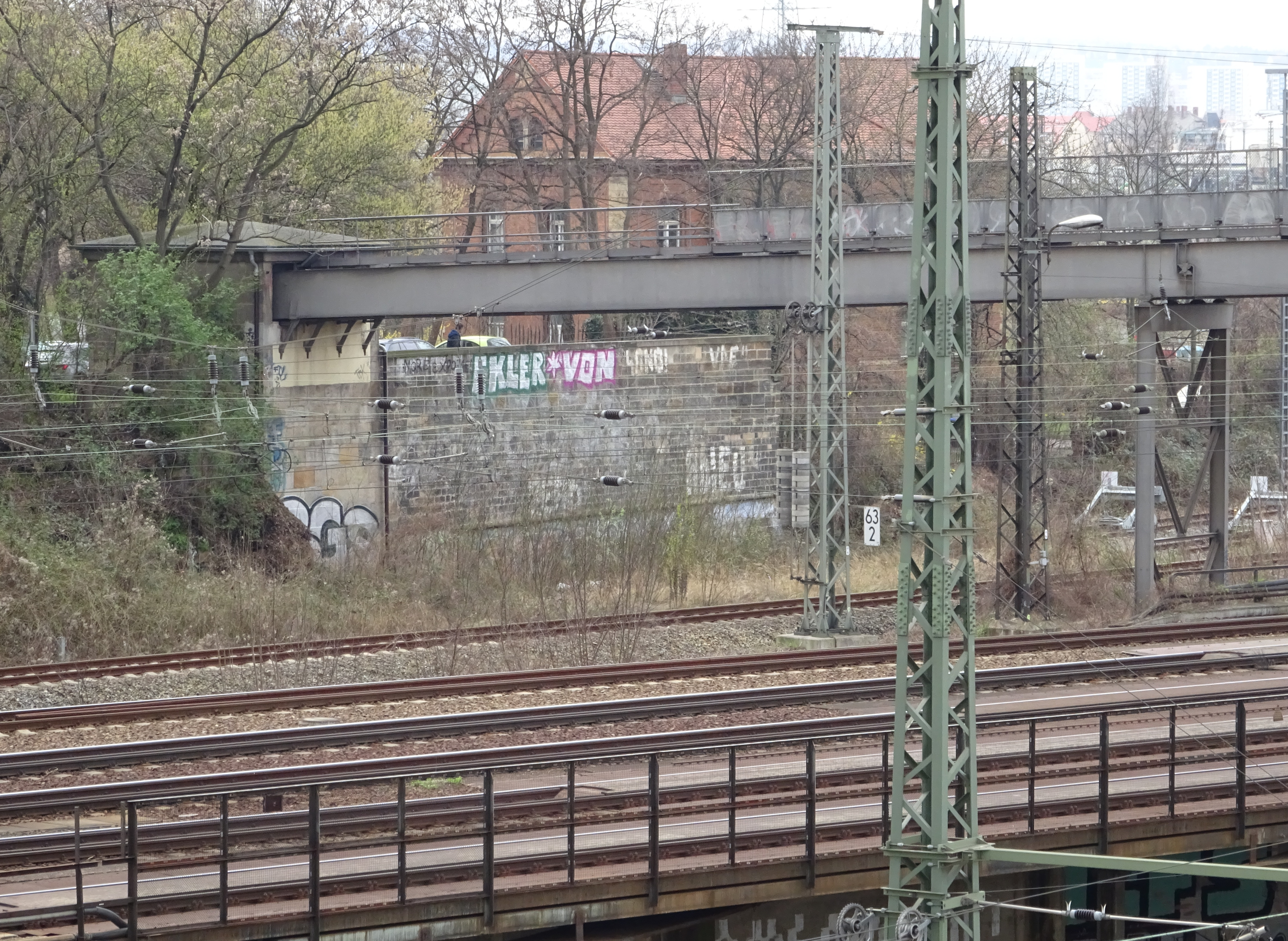
Südliches Widerlager
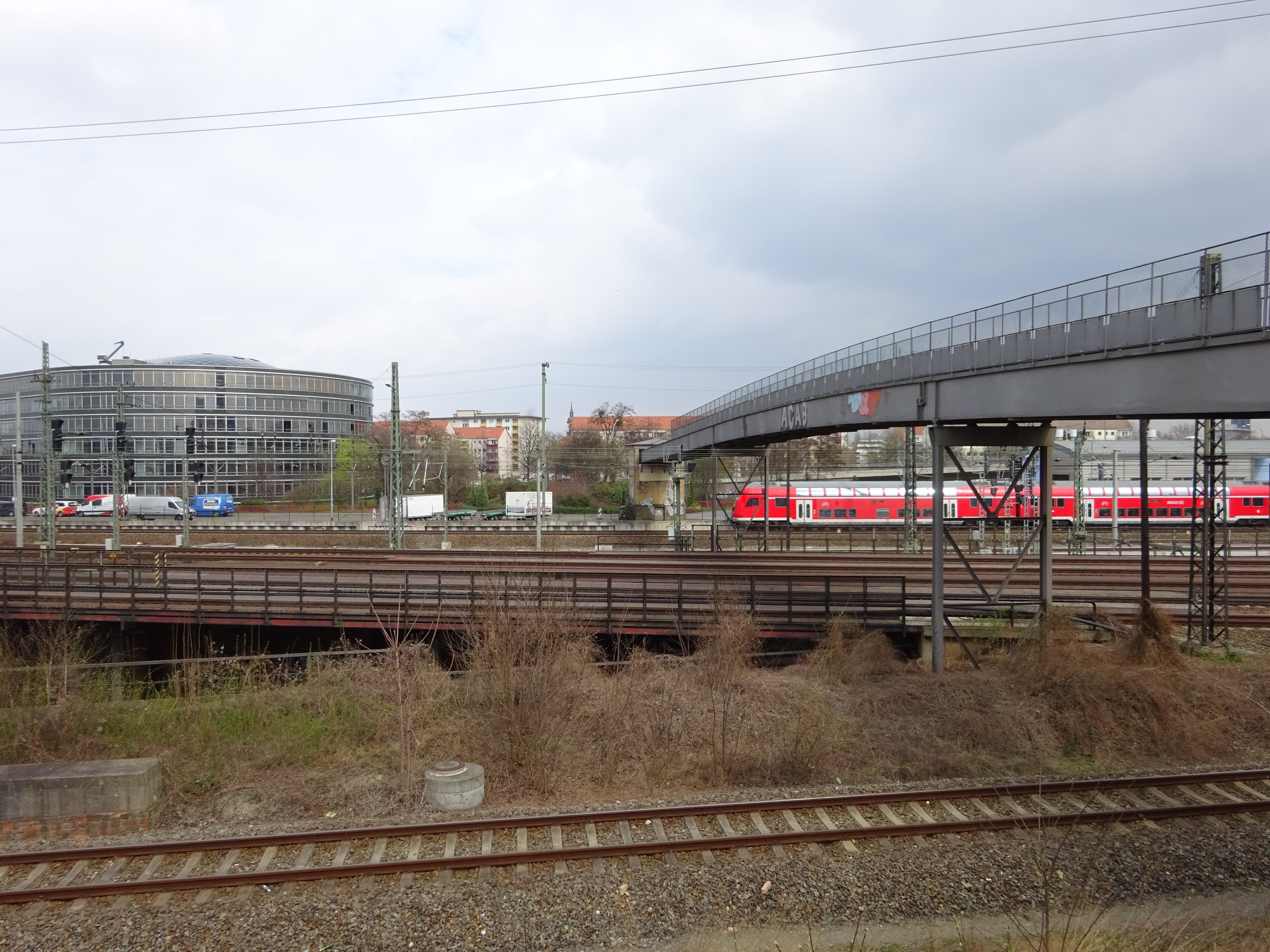
Blick nach Norden in Richtung der Falkenstraße
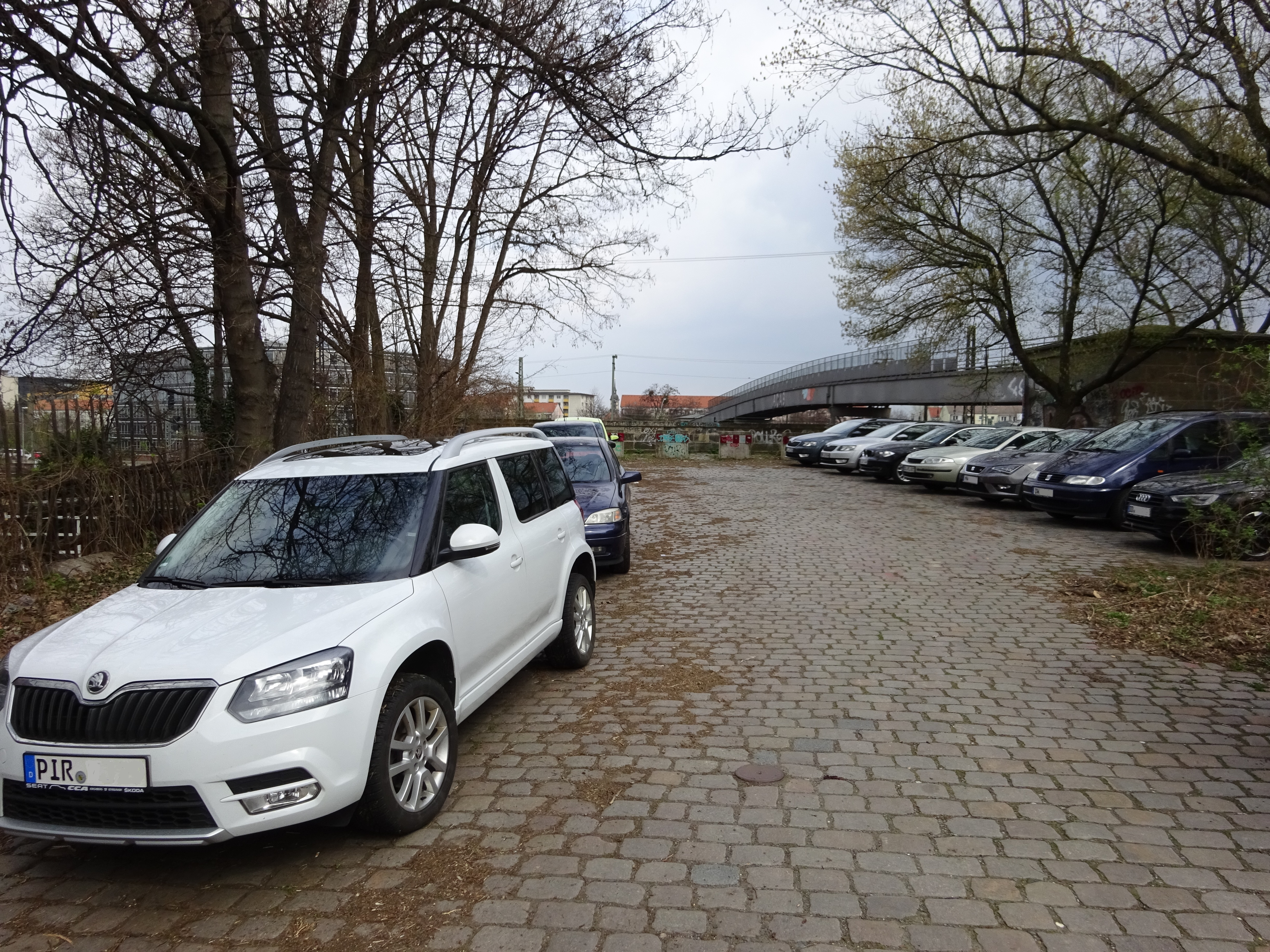
Rampe zum südlichen Widerlager
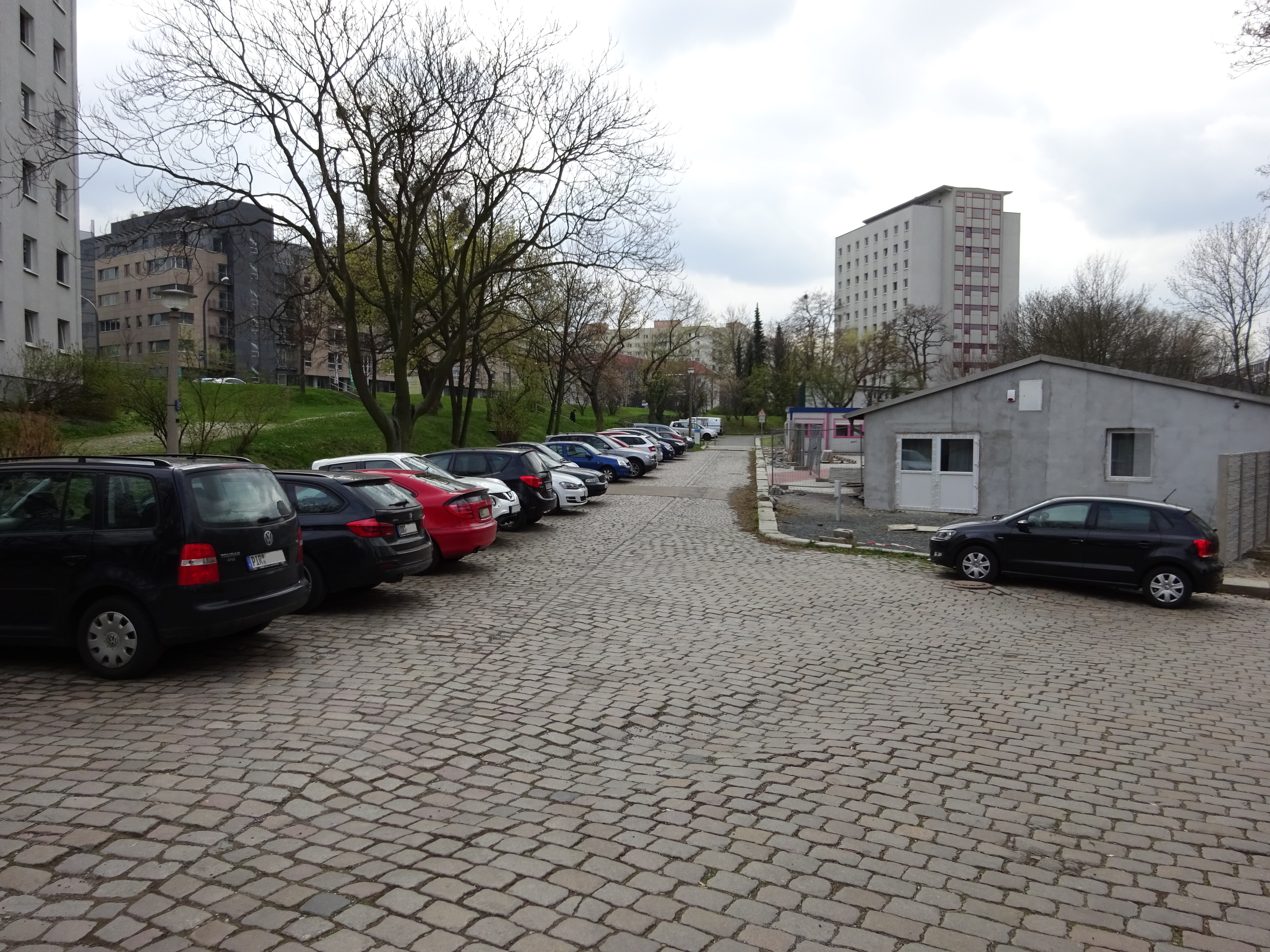
Die frühere Straße „An der Falkenbrücke“